# Suaeda maris-mortui
Suaeda maris-mortui är en amarantväxtart som beskrevs av George Edward Post. Suaeda maris-mortui ingår i släktet saltörter, och familjen amarantväxter. Inga underarter finns listade i Catalogue of Life.